# Comtat de Randan
El comtat de Randan (des de 1663 ducat de Randan) fou una jurisdicció feudal de França constituïda pel rei el maig de 1566 (registrada el 20 de novembre de 1566) amb la castellania de Randan a la que es van agregar les castellanies i senyories d'Aceuterive, Jussat, Pragoulin i Beaumont, formant un comtat.
La castellania pertanyia a Anna de Polignac casada amb Francesc II de la Rochefoucauld als quals els va heretar el fill Carles, conegut com el comte de Randan, cap de la Lliga i mort en combat el 1562; fou conegut com el comte de Randan i per això la castellania fou erigida en comtat pel seu fill Joan LLuís que va morir el 1590; estava casat amb Isabel de la Rochefoucauld i van tenir una filla, Maria Caterina, casada amb Enric de Bauffremont, marquès de Sennecy. El comtat fou elevat a ducat pairia el 1663 i cedit al net i hereu de Maria Caterina (que va morir el 1677). El net d'aquesta era fill de la seva filla Maria Clara de Bauffremont marquesa de Sennecy casada amb Joan Baptista Gastó I de Foix, comte de Fleix (que havia mort el 1646) i el fill gran d'aquestos dos era Joan Baptista Gastó II de Foix, comte de Gurson i Fleix. Va morir el 1665 i el va heretar el seu germà Enric Francesc de Foix-Candale, comte de Fleix, captal del Buch i marquès de Sennecy, mort el 1714, després del qual la família es va extingir totalment.